# Distretto di Chame
Il distretto di Chame è un distretto di Panama nella provincia di Panama con 24.471 abitanti al censimento 2010

## Geografia antropica

### Suddivisioni amministrative
Il distretto è suddiviso in undici comuni (corregimientos):
- Chame
- Bejuco
- Buenos Aires
- Cabuya
- Chicá
- El Líbano
- Las Lajas
- Nueva Gorgona
- Punta Chame
- Sajalices
- Sorá